# Пентафторид мышьяка
Пентафторид мышьяка — бинарное неорганическое соединение мышьяка и фтора с формулой AsF5, бесцветный газ, дымит во влажном воздухе, разлагается в воде.

## Получение
- «Сжигание» мышьяка во фторе:

{\displaystyle {\mathsf {2As+5F_{2}\ {\xrightarrow {}}\ 2AsF_{5}}}}
- Действием пентафторида брома на мышьяк:

{\displaystyle {\mathsf {2As+2BrF_{5}\ {\xrightarrow {100-200^{o}C}}\ 2AsF_{5}+Br_{2}}}}

## Физические свойства
Пентафторид мышьяка — бесцветный газ тяжелее воздуха, дымит во влажном воздухе, разлагается водой.
Растворяется в этаноле, диэтиловом эфире, бензоле.
В присутствии влаги разъедает стекло.

## Химические свойства
- Реагирует с водяным паром:

{\displaystyle {\mathsf {AsF_{5}+3H_{2}O\ {\xrightarrow {}}\ AsOF_{3}+2HF}}}
- Реагирует с водой:

{\displaystyle {\mathsf {2AsF_{5}+9H_{2}O\ {\xrightarrow {0^{o}C}}\ 2(H_{3}AsO_{4}\cdot 0.5H_{2}O)\downarrow +10HF}}}
- Реагирует с щелочами:

{\displaystyle {\mathsf {AsF_{5}+8NaOH\ {\xrightarrow {}}\ Na_{3}AsO_{4}+5NaF+4H_{2}O}}}
- С плавиковой кислотой образует гексафтороарсенат водорода:

{\displaystyle {\mathsf {AsF_{5}+HF+H_{2}O\ {\xrightarrow {0^{o}C}}\ H[AsF_{6}]\cdot H_{2}O)\downarrow }}}
- С фторидами щелочных металлов образует комплексные соли гексафтороарсенаты:

{\displaystyle {\mathsf {AsF_{5}+NaF\ {\xrightarrow {}}\ Na[AsF_{6}]}}}

## Применение
- Катализатор полимеризации.
- Для синтеза гексафтороарсената лития (компонент электролитов источников тока).

## Безопасность
Как и все соединения мышьяка, пентафторид мышьяка чрезвычайно токсичен. Сильнейший неорганический яд.